# Chaetura
A Chaetura a madarak (Aves) osztályának sarlósfecske-alakúak (Apodiformes) rendjébe, ezen belül a  sarlósfecskefélék (Apodidae) családjába tartozó nem.

## Rendszerezésük
A nemet James Francis Stephens angol ornitológus írta le 1826-ban, az alábbi fajok tartoznak ide:
- antillai sarlósfecske (Chaetura martinica)
- tüskés sarlósfecske (Chaetura spinicauda)
- Chaetura fumosa
- szürkefarkú sarlósfecske (Chaetura cinereiventris)
- fakóarcú sarlósfecske (Chaetura egregia)
- Vaux-sarlósfecske (Chaetura vauxi)
- kéménysarlósfecske (Chaetura pelagica)
- Chapman-sarlósfecske (Chaetura chapmani)
- Chaetura viridipennis
- Chaetura meridionalis
- csököttfarkú sarlósfecske (Chaetura brachyura)
- Chaetura ocypetes[1] vagy Chaetura brachyura ocypetes[2]